# Какабаури
Какабаури (груз. კაკაბაური) — село в Грузии, на территории Тержольского муниципалитета края (мхаре) Имеретия.

## География
Село находится в западной части Грузии, в пределах междуречья Дзусы и Буджы, на расстоянии 24 километров к северо-востоку от города Тержола, административного центра муниципалитета. Абсолютная высота — 543 метра над уровнем моря.

## Население
По результатам официальной переписи населения 2014 года, в Какабаури проживало 139 человек (71 мужчина и 68 женщин). В национальной структуре населения грузины составляли 99,3 %, украинцы — 0,7 %.
| Год  | Население, человек |
| ---- | ------------------ |
| 2002 | 387                |
| 2014 | ↘ 139              |